# Аза-дерево
Аза-дерево  (осет.  Аза-Бæлас) — в осетинском нартском эпосе волшебное дерево, листья которого обладали чудесными целебными свойствами. 

## Мифология
Листья аза-дерева лечат любые болезни и даже возвращают к жизни погибших героев. Аза-дерево росло только в стране мёртвых. Оно находится под строгим контролем правителя Царства мёртвых Барастыра. В нартском эпосе описывается женитьба Сослана на Ацырухс — дочери божества Хура. Ацырухс жила и воспитывалась в семиярусном замке под защитой семи великанов уаигов. Одним из условий женитьбы, которые уаги потребовали выполнить от Сослана, была добыча целебных листьев Аза-дерева, для чего ему пришлось совершить полное приключений путешествие в страну мёртвых. Сослану удалось добыть листья Аза-дерева, благополучно вернуться на землю и посадить их на четырёх углах замка, в котором он жил с Ацырухс.

## Источник
- Дзадзиев А. Б., Этнография и мифология осетин, Владикавказ, 1994, стр. 12, ISBN 5-7534-0537-1